# Kuschelina violascens
Kuschelina violascens är en skalbaggsart som först beskrevs av J. L. Leconte 1859.  Kuschelina violascens ingår i släktet Kuschelina och familjen bladbaggar. Inga underarter finns listade i Catalogue of Life.